# 強迫進壘
強迫進壘（英語：Force），是指棒球和壘球比賽中，跑壘員被迫離開原來的壘包，要設法往下一個壘包進行的情形。
若打擊者打擊出去，成為跑壘員，或是因保送上壘，依照規則原來在一壘的跑壘員就需要強迫進壘到二壘。原來在二壘或三壘的跑壘員只有在打擊者需前進到一壘，而之前的壘包都已經滿壘，才需強迫進壘。若後面壘包上的跑壘員已被刺殺出局，則跑壘員就不需強迫進壘。
若跑壘員因打者打擊出去而強迫進壘，而防守者持球，比跑壘員早到達下一個壘包，則跑壘員則因被封殺而出局。

## 說明
強迫進壘可以用碰碰車來說明。若一壘有人，打擊者擊出滾地球，會往一壘跑，因為二個跑壘員不能在同一個壘包，因此原來一壘的跑壘員需要往二壘移動。若此時二壘也已經有跑壘員，原來二壘的跑壘員也要往三壘移動。若是滿壘的情形，原來三壘的跑壘員就需往本壘移動。若跑壘員是因為打擊者或是其他跑壘員而被迫前進一個壘包，就算強迫進壘。
若只有三壘有人，打者打出擊出滾地球，跑向一壘，原來三壘的跑者不需被迫前進到本壘（不過仍可以自己選擇前進本壘）
若要在擊出滾地球時使壘上的跑者出局，有一種方式就是封殺強迫進壘的跑者。若要讓強迫進壘的跑者出局，野手需要在接到球的狀態下，比強迫進壘的跑者先到他要前進的壘包（封殺），或是在跑者到壘包前持球用手套或是手觸摸跑者（觸殺）。假設，一壘上有人，打者擊出往二壘的滾地球，一壘的跑者需強迫進壘到二壘。若二壘手可以在跑者到二壘之前，持觸摸跑者或是觸摸二壘，就會紀錄為跑者的一個出局。

### 解除強迫進壘
跑者強迫進壘的情形，若打者（或是他後面的跑壘員）已出局，跑者就不需強迫進壘（稱為解除強迫進壘）。這多半出現在高飛球接殺時（此時，打者出局，其他的跑壘員需要返壘，也就是先跑回投手投球時所在的壘包）。偶爾也會發生在一壘手接到滾地球時，此時會快速的踩一壘壘包使打者出局，因此原來在一壘的跑者不需強迫前進到二壘，可以設法跑回一壘，避免被夾殺。
有一種守備方式，是在有跑者強迫進壘時，守備二壘的野手想先讓跑向二壘的跑者出局，再將球傳一壘想製造雙殺，但野手沒有真的持球踩二壘壘包，或是在接到球之前一段時間踩的二壘壘包，這稱為neighborhood play，在不同層級比賽中，關於neighborhood play是否出局也會有不同的結果。

## 外部連結
- Baseball Almanac Rules （页面存档备份，存于）.